# Où sont-elles passées?
«Où sont-elles passées ?» —[u sɔ̃ ɛl pa.se]; en español: «¿Dónde se han ido?»— es una canción compuesta por Francis Lai e interpretada en francés por Romuald. Fue elegida para representar a Mónaco en el Festival de la Canción de Eurovisión de 1964.

## Festival de la Canción de Eurovisión 1964
Esta canción fue la representación monegasca en el Festival de Eurovisión 1964. La orquesta fue dirigida por Michel Colombier.
La canción fue interpretada 10.ª en la noche del 21 de marzo de 1964 por Romuald, precedida por Alemania con Nora Nova interpretando «Man gewöhnt sich so schnell an das Schöne» y seguida por Portugal con António Calvário interpretando «Oração». Al final de las votaciones, la canción había recibido 15 puntos, y quedó en tercer puesto de un total de 16.
Fue sucedida como representación monegasca en el Festival de 1965 por Marjorie Noël con «Va dire à l'amour».

## Letra
La canción es del estilo chanson. En esta, el intérprete lamenta la ida de las chicas de su juventud, explicando que, conforme se va haciendo mayor, pierde el placer y el misterio de sus romances tempranos.

## Formatos
| Francia - Disco de vinilo 7"/EP |                         |          |  |
| N.º                             | Título                  | Duración |  |
| 1.                              | «Où sont-elles passées» | 2:35     |  |
| 2.                              | «Demain»                | 2:00     |  |
| 3.                              | «À jamais»              | 2:20     |  |
| 4.                              | «Toi ma blonde»         | 2:12     |  |

| Dinamarca y Países Bajos - Disco de vinilo 7" |                         |          |  |
| N.º                                           | Título                  | Duración |  |
| 1.                                            | «Où sont-elles passées» | 2:35     |  |
| 2.                                            | «Demain»                | 2:00     |  |

## Créditos
- Romuald: voz
- Francis Lai: composición
- Pierre Barouh: letra
- Michel Colombier et son orchestre: instrumentación, orquesta
- Disc AZ: compañía discográfica

Fuente:

## Posicionamiento en listas
| País    | Lista                                | Mejor posición |      |
| 1964    | 1964                                 | 1964           | 1964 |
| ------- | ------------------------------------ | -------------- | ---- |
| Francia | Institut français d'opinion publique | 49             |      |

## Historial de lanzamiento
| Región       | Fecha | Formato                        | Discográfica  | Ref.   |
| ------------ | ----- | ------------------------------ | ------------- | ------ |
| Francia      | 1964  | Disco de vinilo 7", 45 RPM, EP | Disc AZ       | [ 1 ]  |
| Dinamarca    | 1964  | Disco de vinilo 7"             | Disc AZ       | [ 10 ] |
| Países Bajos | 1964  | Disco de vinilo 7", 45 RPM     | Disques Vogue | [ 11 ] |